# Heather Vandeven
Heather Vandeven (Hollywood, 6 de setiembre de 1981) es una actriz pornográfica estadounidense. Fue elegida chica Pet del mes en 2006 por la revista Penthouse, convirtiéndose posteriormente en Pet del año en 2007.
Es licenciada en Pedagogía por la Universidad del Sur de Illinois y trabajó para una maestría en Nutrición en 2006. Después de obtener su diploma a la edad de 17 años, Heather sirvió en el Ejército de los Estados Unidos durante dos años y medio, trabajando en el departamento de inspección de alimentos.
Es una de las estrellas de la serie de televisión Life on Top que narra las aventuras eróticas de cuatro mujeres neoyorquinas.